# ステファン・カールソン
ステファン・カールソン（スウェーデン語: Stefan Karlsson、1955年11月5日 - ）は、スウェーデンの男子バドミントン選手。

## 経歴
1983年の全英オープンでは、トーマス・シールストロムとのペアで優勝。